# Обнинский, Анатолий Наркизович
Анато́лий Нарки́зович Обни́нский (Анатолий-Виктор Обнинский; 1841, Москва — около 1911) — российский юрист, общественный деятель, благотворитель. Калужский губернский прокурор (1867—1869), основатель (1885) и попечитель Белкинской церковно-приходской школы.

## Биография
Анатолий-Виктор Обнинский родился 28 марта 1841 года в Москве. Родители: отец — Наркиз Антонович Обнинский (1796—1863), российский военный, общественный деятель; мать — Варвара Ивановна, урождённая Кавецкая (около 1807—?). Обрусевший шляхтич, был крещён в католическом храме Святых Апостолов Петра и Павла.
В 1863 году после окончания юридического факультета Московского университета начал карьеру исправляющим должность (временно назначенным) младшего помощника правителя канцелярии калужского губернатора Э. В. Лерхе; занимался уголовными делами, в том числе докладывал уголовные дела, поступившие на утверждение губернатора.
В 1865 году подал прошение о переводе в Калужскую палату уголовного суда, получив должность секретаря палаты. Следующий калужский губернатор В. Н. Спасский назначил его при себе чиновником особых поручений (сверх штата). Обнинский стал регулярно включаться в состав следственных комиссий по особо важным уголовным делам.
Уже в апреле 1867 года, беспрецедентно рано, в возрасте 26 лет он был назначен исправляющим должность Калужского губернского прокурора и впоследствии утверждён в этой должности.
В июне 1869 года внезапно подал прошение об отставке и покинул Калугу. Позже выяснилась причина: 15 июля 1869 года у него родилась дочь от семнадцатилетней крестьянки Анюты Сергеевичевой, родом из села Тарутина. На момент первой физической связи с Обнинским ей было меньше шестнадцати лет.
Летом 1869 года вместе с Анютой поселился в деревне Самсоново, относившейся к белкинскому имению его отца. К этому времени он уже разделил со старшим братом Петром имение умершего в 1863 году отца: Петру отошли Белкино и Пяткино, Анатолию — Самсоново (17 десятин земли). Формальный раздел произошёл только в 1881 году. Незаконная связь Анатолия с крестьянкой осложнила отношения братьев, поскольку все Обнинские, в том числе Пётр, брали себе жён из шляхетских родов.
В сентябре 1869 года у Петра завершился трёхлетний срок, на который он был избран мировым судьёй по Боровскому уезду, и он фактически передал свой пост мирового судьи и земского гласного (с последующим утверждением Боровским земским собранием) брату.
В 1875 году, после двух сроков мировым судьёй Боровского уезда, переехал с семьёй в Москву и занялся адвокатской практикой, поступив 1 ноября в присяжные поверенные.
В 1878 году подал прошение министру юстиции о назначении его товарищем прокурора Калужского окружного суда (на место, которое незадолго до этого занимал его брат). Ему было поручено заведовать судом и тюрьмами в Боровском и Малоярославецком уездах, что дало ему возможность снова поселиться в своём доме в Самсонове.
В 1885 году, после введения в 1884 году «Правил о церковно-приходских школах», он основал в селе Белкине церковно-приходскую школу: выстроил бревенчатый дом из двух срубов рядом с храмом Бориса и Глеба и стал её попечителем; 20 июля 1885 года он написал калужскому епископу по поводу своей дочери:
Если бы можно было обойтись без особого учителя, то это было бы всего лучше; никто другой не может так сохранить строго-церковный характер преподавания, как Священник, и наш местный Священник, отец Тихомиров, мог бы быть, по мнению моему, хорошим преподавателем по всем предметам. Но не знаю, хватит ли у него для того времен… 

Есть у меня в виду ему помощница. Это моя воспитанница. Ей теперь 15 лет, и через год я надеюсь её подготовить к исполнению обязанностей учительницы. В течение первого года мог бы вести преподавание Священник. Но я не смею Вас просить об утверждении моей воспитанницы, так как она моя воспитанница, а я — католик. И если я упоминаю о ней, то только на случай, когда все другие способы организовать учебную часть школы окажутся неудобными…
Глава Калужской епархии направил в школу в качестве учителя студента Калужской духовной семинарии Василия Алексеевича Предтеченского. Заведующим и законоучителем Белкинской школы стал священник Храма Бориса и Глеба Фёдор Тихомиров (1835—1901). Обнинский взял на себя всё содержание школы и выплату жалованья учителю.
Незаконнорождённая дочь Обнинского Мария, помогавшая в школе учителю Василию Предтеченскому и в силу своего происхождения почти не имевшая другого общения, естественным образом подошла к браку с ним. Чтобы узаконить её положение, в июне 1886 года Обнинский обвенчался в Храме Бориса и Глеба в Белкине с крестьянской девицею Анной Сергеевичевой и подал прошение об узаконении рождения своей дочери. В январе 1888 года специальным указом императора дочь Обнинского Мария была официально признана законным ребёнком, получив фамилию отца и все надлежащие права. Вскоре после этого Мария Обнинская обвенчалась с Василием Предтеченским, и у них родились дочь Мария (?—?) и сын Анатолий (1893—?).
В 1896 году Василий Предтеченский был принят старшим учителем в Боровскую второклассную женскую церковно-приходскую школу; в 1900 году, в связи с реорганизацией школы, где оставили только женщин-учительниц, перебрался с семьёй в Калугу. Обнинский переехал вместе с ними, для чего поменял должность товарища прокурора Калужского окружного суда по Боровску на должность члена того же суда, что позволило ему остаться в Калуге.
В марте 1911 года Обнинский оформил передачу в дар дочери самсоновского имения. Вскоре после этого (и, вероятно, после смерти Обнинского), Предтеченские в связи с усложнившимся финансовым положением своей семьи продали имение А. Н. Ясинскому. Дальнейшая судьба Предтеченских и их детей неизвестна.